# Eddy Willems (ICT'er)
Eddy Willems is een Belgische expert op het gebied van computerbeveiliging en auteur van beveiligingsblogs en boeken, actief in internationale computerbeveiligingsorganisaties en als spreker op evenementen.

## Carrière
Willems is sinds begin 2010 security evangelist bij de Duitse beveiligingssoftwarespecialist G DATA. Hij is betrokken bij security research, consultancy, training en communicatie met de pers als een beveiligingsevangelist.
Hij begon zijn carrière als systeemanalist in 1984. Terwijl hij bij een verzekeringsmaatschappij werkte, werd hij in 1989 uitgedaagd door een Trojaans incident, in feite een zeer vroege versie van ransomware-malware: de AIDS information diskette. Zijn systeem werd geïnfecteerd via een programma op een 5,25'-diskette met aids/hiv-gerelateerde informatie (een vragenlijst) in een computer uit te voeren, resulterend in een lock-up van zijn systeem en een verzoek om $ 189 te betalen. Het uitzoeken hoe deze malware werkt, ontstak zijn interesse in computervirussen en resulteerde in een goed ontvangen oplossing voor deze trojaanse malwar'. Via dit incident geraakte hij in security-industrie terecht. Sindsdien verzamelt en onderhoudt hij een referentiebibliotheek over virussen en malware.
Willems ontwikkelde zijn carrière aanvankelijk als beveiligingsspecialist bij een verzekeringsmaatschappij (De Vaderlandsche - tegenwoordig onderdeel van P&V), gevolgd door een distributeur van beveiligingsproducten (antivirus-expert bij NOXS - een bedrijf van de Westcon Group) en bij beveiligingsspecialist Kaspersky Lab (Benelux, beveiligingsevangelist).
Naarmate zijn expertise groeide, trad hij toe tot verscheidene internationale organisaties voor computerbeveiliging. In 1991 werd hij een van de grondleggers van EICAR (het Europees Instituut voor Computer Antivirusonderzoek). In 1995 trad hij toe tot Joe Wells 'Virus Wildlist', rapporterend voor België, Luxemburg en voor EICAR Europe. In mei 2005 werd hij bestuurslid van EICAR, als directeur van Pers en Informatie. In 2009 nam hij de functie aan van directeur voor Security AV Industry Relationships. In 2010 werd hij lid en PR-officier van AMTSO, de Anti-Malware Testing Standards Organisation, die in mei 2012 toetrad tot het bestuur In 2010.
In België was hij lid van het eerste door de overheid geïnitieerde e-beveiligingsteam via de website van de telecomregulator BIPT-IBPT.
In 2015 trad hij toe tot het bestuur van LSEC - Leaders in Security, een vereniging die beveiligingsbedrijven groepeert die actief zijn in België en de EU.
Willems is actief in het sprekerscircuit, met presentaties voor bedrijven, consumenten, evenals op conferenties.
Hij is gevraagd om duiding te geven nopens beveiligingsproblemen bij diverse radio- en tv-zenders, zowel internationaal (CNN, Al Jazeera) als nationaal (België: VRT, VTM), evenals bij nationale kranten (België: De Standaard, De Morgen). Daarnaast publiceert hij regelmatig meningen in ICT-magazines, zoals Data News en ZDnet.be.

## Onderwijs
- IHRB 1982-1984, computer sciences
- Vrije Universiteit Brussel 1980-1982, computer sciences

## Publicaties
Boek
- Willems, Eddy (2013). Cybergevaar. Lannoo, België. ISBN 978-9-401-412537. Dit boek geeft een overzicht van alle gevaren en oplossingen in verband met computerbeveiliging.[21] Het doelpubliek is de gewone pc-gebruiker en de bedrijven. Het boek schetst de geschiedenis en geeft tips en oplossingen bij cyberproblemen.[22] Het boek is vertaald en uitgegeven in het Duits en het Engels.

White papers en artikels
- Het originele artikel over computervirussen in de Microsoft Encarta Encyclopedia (US Editie, 1997-2009, niet meer online).
- (en) Willems, Eddy (juni 2003). The Winds Of Change - Updates To The EICAR Test File (Article) (Virus Bulletin).
- (en) Teach your children well (Paper). Virus Bulletin Conference 2005.  (co-auteur David Harley, Eddy Willems en Judith Harley.)
- (en) Attacks from the Inside (Paper). Virus bulletin Conference 2010. (co-auteur Eddy Willems en Righard Zwienenberg.)
- (en) Test Files and Product Evaluation: the Case for and against Malware Simulation (Paper). AVAR Conference 2010.  (co-auteur David Harley, Eddy Willems en Lysa Myers.)

## Persoonlijk
Willems is getrouwd en heeft een zoon.